# Take a Look Around (singel)
Take a Look Around, znany także jako Take a Look Around (Theme From MI:2) – utwór amerykańskiego zespołu muzycznego Limp Bizkit, pierwotnie stworzony na potrzeby ścieżki dźwiękowej mającego premierę w maju 2000 roku filmu Mission: Impossible II. W lipcu 2000 roku został wydany jako pierwszy z singli promujących nadchodzący trzeci album studyjny Limp Bizkit, Chocolate Starfish and the Hot Dog Flavored Water, ostatecznie wydany 17 października 2000 roku. Na albumie tym został umieszczony na 10. ścieżce.
Utwór w warstwie muzycznej zawiera zaaranżowany na numetalową stylistykę motyw przewodni z nadawanego w latach 1966–1973 serialu Mission: Impossible, za którego skomponowanie odpowiadał Lalo Schifrin. Instrumentalna część utworu jest odtwarzana w otwierającej scenie filmu Mission: Impossible II.
Singel „Take a Look Around” stał się sprzedażowym hitem w Europie, zajmując pierwsze miejsca na listach przebojów w Islandii i Portugalii oraz plasując się w pierwszej dziesiątce list przebojów w wielu innych krajach (zajął m.in. trzecie miejsce na brytyjskiej liście najlepiej sprzedających się singli). Osiągnął ponadto wysokie pozycje na dwóch listach przebojów publikowanych przez magazyn Billboard: 8. na liście Modern Rock Tracks i 15. na liście Mainstream Rock Tracks. W 2001 roku utwór był nominowany do nagrody Grammy w kategorii Best Hard Rock Performance, jednak przegrał z utworem „Guerrilla Radio” zespołu Rage Against the Machine.

## Teledysk
Teledysk do utworu powstał w 2000 roku, a za jego reżyserię odpowiadał wokalista Limp Bizkit, Fred Durst. Fabuła klipu w swej początkowej części ukazuje zespół pracujący pod przykrywką w restauracji w celu odzyskania dysku z danymi od grupy tajnych agentów. Jednak kiedy wydaje się, że ich działanie zakończy się powodzeniem, otrzymują rozkaz przerwania misji, ponieważ tajni agenci okazują się być przynętą. Muzycy wkrótce zostają wyrzuceni z restauracji, a telefon, z którego korzysta Fred Durst na początku, eksploduje na samym końcu. W teledysku obecne są także sceny występu zespołu przed restauracją. Na początku klipu w samochodzie, którym zespół przyjeżdża do restauracji, można usłyszeć jego piosenkę „Break Stuff”.
Teledysk było rzadko pokazywany w Stanach Zjednoczonych. Fred Durst stwierdził, że teledysk mu się nie podoba – mimo faktu, że sam go wyreżyserował – i zespół zdecydował się go wydać tylko na niektórych rynkach poza USA, przede wszystkim w Europie. Klip nie został zamieszczony ani na DVD z filmem Mission: Impossible II, ani na kompilacji materiałów wideo zespołu, Greatest Videoz.

## Lista utworów
Opracowano na podstawie materiału źródłowego.
Wydanie CD brytyjskie (Interscope 497 367-2)
| Nr | Tytuł utworu                                        | Producent    | Długość |
| -- | --------------------------------------------------- | ------------ | ------- |
| 1. | „Take a Look Around (Theme From MI:2) (Radio Edit)” | Limp Bizkit  | 4:27    |
| 2. | „N 2 Gether Now (Live)”                             | Bill Sheppel | 4:05    |
| 3. | „Nookie (Live)”                                     | Bill Sheppel | 6:54    |
| 4. | „N 2 Gether Now (Video)”                            |              |         |
|    |                                                     |              | 15:26   |

Wydanie CD brytyjskie (Flip/Interscope 497 368-2)
| Nr | Tytuł utworu                                           | Autorzy                      | Długość |
| -- | ------------------------------------------------------ | ---------------------------- | ------- |
| 1. | „Take a Look Around (Theme From MI:2) (Album Version)” | Durst, Schifrin              | 5:23    |
| 2. | „Faith”                                                | Durst, Otto, Rivers, Borland | 2:28    |
| 3. | „Break Stuff (Video)”                                  |                              |         |
|    |                                                        |                              | 7:51    |

Wydanie CC brytyjskie (Flip/Interscope 497 368-2)
| Nr | Tytuł utworu                            | Długość |
| -- | --------------------------------------- | ------- |
| 1. | „A1 Take A Look Around (Radio Edit)”    |         |
| 2. | „A2 Take A Look Around (Album Version)” |         |
| 3. | „B1 Take A Look Around (Radio Edit)”    |         |
| 4. | „B2 Take A Look Around (Album Version)” |         |

Wydanie CD europejskie (Flip/Interscope 497 350-2)
| Nr | Tytuł utworu                                           | Autorzy                        | Długość |
| -- | ------------------------------------------------------ | ------------------------------ | ------- |
| 1. | „Take a Look Around (Theme From MI:2) (Album Version)” | Durst, Schifrin                | 5:21    |
| 2. | „Break Stuff (Live)”                                   | O’Brien, Otto, Rivers, Borland | 4:03    |
| 3. | „Break Stuff (Video)”                                  |                                | 2:45    |
|    |                                                        |                                | 12:09   |

Wydanie winyl 7” europejskie (Interscope 497 369-7)
| Nr | Tytuł utworu                                          | Autorzy                      | Długość |
| -- | ----------------------------------------------------- | ---------------------------- | ------- |
| 1. | „Take a Look Around (Theme From M:2) (Album Version)” | Durst, Schifrin              | 5:21    |
| 2. | „Faith”                                               | Durst, Otto, Rivers, Borland | 4:03    |
|    |                                                       |                              | 9:24    |

Wydanie CD australijskie (Flip/Interscope 497 367-2)
| Nr | Tytuł utworu                                        | Producent    | Długość |
| -- | --------------------------------------------------- | ------------ | ------- |
| 1. | „Take a Look Around (Theme From MI:2) (Radio Edit)” | Limp Bizkit  | 4:27    |
| 2. | „N 2 Gether Now (Live)”                             | Bill Sheppel | 4:05    |
| 3. | „Nookie (Live)”                                     | Bill Sheppel | 6:54    |
| 4. | „N 2 Gether Now (Video)”                            |              |         |
|    |                                                     |              | 15:26   |

## Notowania na listach przebojów
| Lista (2000)                                                   | Pozycja |
| -------------------------------------------------------------- | ------- |
| Australia (ARIA)                                               | 28      |
| Austria (Ö3 Austria Top 40)                                    | 4       |
| Belgia (Ultratop 50 Flandria)                                  | 10      |
| Belgia (Ultratop 50 Walonia)                                   | 10      |
| Europa (Eurochart Hot 100 Singles)                             | 7       |
| Finlandia (Suomen virallinen lista)                            | 2       |
| Francja (SNEP)                                                 | 16      |
| Hiszpania (Promusicae)                                         | 2       |
| Holandia (Nederlandse Top 40)                                  | 8       |
| Holandia (Single Top 100)                                      | 7       |
| Irlandia (Top 100 Singles)                                     | 11      |
| Islandia (Íslenski Listinn Topp 40)                            | 1       |
| Niemcy (Offizielle Deutsche Charts)                            | 4       |
| Norwegia (VG-lista)                                            | 7       |
| Nowa Zelandia (Recorded Music NZ)                              | 29      |
| Portugalia (AFP)                                               | 1       |
| Stany Zjednoczone (Bubbling Under Hot 100 Singles (Billboard)) | 15      |
| Stany Zjednoczone (Modern Rock Tracks (Billboard))             | 8       |
| Stany Zjednoczone (Mainstream Rock Tracks (Billboard))         | 15      |
| Szwajcaria (Singles Top 100)                                   | 7       |
| Szwecja (Sverigetopplistan)                                    | 6       |
| Wielka Brytania (UK Singles Chart)                             | 3       |

| Lista (2000)                        | Pozycja |
| ----------------------------------- | ------- |
| Australia (ARIA)                    | 67      |
| Austria (Ö3 Austria Top 40)         | 16      |
| Belgia (Ultratop 50 Flandria)       | 35      |
| Belgia (Ultratop 50 Walonia)        | 35      |
| Europa (Eurochart Hot 100 Singles)  | 27      |
| Francja (SNEP)                      | 61      |
| Holandia (Nederlandse Top 40)       | 46      |
| Holandia (Single Top 100)           | 32      |
| Irlandia (Top 100 Singles)          | 64      |
| Islandia (Íslenski Listinn Topp 40) | 42      |
| Niemcy (Offizielle Deutsche Charts) | 39      |
| Szwajcaria (Singles Top 100)        | 27      |
| Szwecja (Sverigetopplistan)         | 53      |

## Certyfikaty
| Region                        | Certyfikat |
| ----------------------------- | ---------- |
| Belgia (BEA)                  | złoto      |
| Brazylia (Pro-Música Brasil)  | złoto      |
| Finlandia (Musiikkituottajat) | złoto      |
| Francja (SNEP)                | złoto      |
| Niemcy (BVMI)                 | złoto      |
| Wielka Brytania (BPI)         | platyna    |